# سيلفريد يوهانسون
سيلفريد يوهانسون (12 مارس 1907 – 26 يوليو 1976) هو ملاكم سويدي راحل، مثّل بلاده في الألعاب الأولمبية الصيفية 1928.

## روابط خارجية
سيلفريد يوهانسون على موقع أوليمبيديا (الإنجليزية)
- سيلفريد يوهانسون على موقع اللجنة الأولمبية السويدية (السويدية)